# Aérodrome de Tioman
L'aéroport de Tioman, code IATA : TOD • code OACI : WMBT    , également connu sous le nom d' aéroport de Pulau Tioman, est un aéroport desservant l'île de Tioman, à Pahang, en Malaisie. Il est situé à côté du village de Tekek. L'aéroport n'a actuellement aucune activité aérienne régulière, avec un seul opérateur offrant des services d'affrètement réguliers. La taille relativement petite des avions capables de décoller et d'atterrir à Tioman signifie que les coûts par siège sont relativement élevés, ce qui fait qu'il est difficile pour les compagnies aériennes opérant hors de l'île de rester rentables. La piste de l'aéroport est « à sens unique » car les avions ne peuvent atterrir et décoller que dans une seule direction (nord) en raison du terrain à proximité. Tioman est une destination populaire pour les pilotes privés basés à Singapour et en Malaisie, car elle n'est qu'à un peu plus d'une heure en avion de l'aéroport de Seletar, contre plus de 5 heures en transport terrestre.

## Compagnies aériennes et destinations
| Compagnies  | Destinations                  |
| ----------- | ----------------------------- |
| Berjaya Air | Charter : Kuala Lumpur-Subang |

## Statistiques
Pour des raisons techniques, il est temporairement impossible d'afficher le graphique qui aurait dû être présenté ici.

Voir la requête brute et les sources sur Wikidata.
| An   | Passagers | Passager % Changement | Mouvements d'aéronefs | Mouvements d'aéronefs% Changement |
| ---- | --------- | --------------------- | --------------------- | --------------------------------- |
| 2003 | 56 900    | en stagnation         | 2 633                 | en stagnation                     |
| 2004 | 57 957    | 1,8                   | 2447                  | 7,1                               |
| 2005 | 54 054    | 6,7                   | 2 146                 | 12,3                              |
| 2006 | 57 559    | 6.5                   | 2 256                 | 5.1                               |
| 2007 | 46 260    | 19,6                  | 1 989                 | 11,8                              |
| 2008 | 48 767    | 5.4                   | 2 141                 | 7,6                               |
| 2009 | 49 057    | 0,6                   | 2 180                 | 1,8                               |
| 2010 | 54 056    | 10.2                  | 2 167                 | 0,6                               |
| 2011 | 62 010    | 14,7                  | 2 222                 | 2,5                               |
| 2012 | 60 141    | 3.0                   | 2 205                 | 0,8                               |
| 2013 | 56 054    | 6,8                   | 2 089                 | 5.3                               |
| 2014 | 9 217     | 83,6                  | 1 019                 | 51,2                              |

### Statistiques
| Rang | Destinations            | Fréquence (hebdomadaire) |
| ---- | ----------------------- | ------------------------ |
| 1    | Selangor , Subang (SZB) | 5                        |